# La otra Bolena
La otra Bolena es una novela histórica de la autora británica Philippa Gregory, publicada en 2001 y basada en la vida de la aristócrata del siglo XVI, en particular sobre las hermanas Ana y María Bolena, y el rey Enrique VIII. Es un superventas que ha sido incluso llevado al cine en 2008.

## Argumento
La historia comienza en 1521, cuando el lejano primo de María, el duque de Buckingham, es ejecutado por orden del rey. Su crimen se temía era debido a la incapacidad de Enrique para dar vida a un hijo sano. Un año después, Ana, la hermana de María, regresa de la corte francesa en la que había vivido los últimos años. Ambas son hermosas y María, a pesar de tener solo trece años, está casada con el rico cortesano sir William Carey.
La vida de María rápidamente da un giro cuando Enrique VIII, de treinta y un años, se interesa por ella. A pesar de ser la dama preferida de su esposa, la reina Catalina, María cede a las presiones de su familia y se convierte en su amante.
Se ayuda en este proceso de sus dos hermanos, Jorge y Ana. Para agrado de su padre, María queda embarazada y da a luz a dos niños, Catalina y Enrique. Sin embargo, estando encinta, Ana trata de seducir al rey y lo aparta con éxito de su hermana.
En 1527, Enrique decide divorciarse de su esposa y casarse con Ana. María es relegada a un segundo plano convirtiéndose en la “otra” Bolena y pasando a ser la dama de Ana. Por malicia, Ana adopta al hijo de María en secreto, robándole los derechos legales. Su ambición de ser reina la consume. María comienza a sospechar que Ana planea envenenar a Catalina cuando se entera de que ya ha tratado de envenenar un obispo contrario a las ambiciones de las Bolena.
En 1532, María se enamora de un apuesto sirviente, William Stafford, con quien se casa en secreto. Un año después, Ana es coronada reina. Cuando descubre que su hermana se ha casado con un plebeyo y está embarazada, la prohíbe volver a la corte. Tras el nacimiento de su hija Isabel en 1533, Ana sufre dos abortos. 
Cuando María vuelve a la corte, comienza a sospechar que el rey sufre de impotencia y que Ana y Jorge han caído en una incestuosa aventura para ayudarla a concebir. Sus miedos parecen confirmados cuando Ana sufre otro aborto en 1536, resultando el feto monstruosamente deformado.
En la parte final Ana es arrestada junto a su hermano Jorge. Él y su amante homosexual son ejecutados como supuestos amantes de la reina. María no sabe qué pensar, pues cree que lo que se dice sobre su hermana no es cierto, pero no excluye que sea verdad. La historia termina con la ejecución de Ana; y María, viviendo el resto de sus días con su marido.

## Precisión histórica
Es factual que María Bolena fue hermana de la célebre Ana Bolena; los historiadores sólo debaten cuál de las dos fue la mayor.[cita requerida] En ese sentido, con frecuencia es nombrada en las múltiples biografías que se han elaborado acerca de Ana, aunque nunca en detalle.
María nació probablemente en 1500, se casó dos veces, y murió en 1543. Fue amante de Francisco I de Francia y Enrique VIII. Una leyenda afirma que era más agraciada que su hermana. 
Philippa Gregory afirma[cita requerida] que se sintió atraída por la historia de la hermana de una reina que parecía olvidada por la historia por carecer de la importancia y el impacto político que poseía esta última. Algunas de las partes de la historia se basan en el trabajo de la historiadora americana Retha M. Warnicke, y en los libros de Alison Weir.
Gregory se toma licencias para presentar a María Bolena como una heroína en pos de la independencia de las mujeres de la clase social alta de mediados del siglo XVI.

## Adaptaciones
- The Other Boleyn Girl (2003), telefilme dirigido por Philippa Lowthorpe
- The Other Boleyn Girl (2008), película dirigida por Justin Chadwick